# Sexual Perversity
Sexual Perversity (Originaltitel: Sexual Perversity in Chicago) er et skuespil fra 1974 af den amerikanske dramatiker David Mamet. 
En bittersød komedie om fire unge mennesker fanget i storbyens dating- og parforholdshelvede. 

## Handling
Danny og Debbie møder hinanden en nat i byen, men selv om de falder for hinanden tør ingen af dem for alvor binde sig af angst for at blive såret, og de søger råd og vejledning hos deres venner. Men både Dannys ven Bernie og Debbies veninde Joan er modstandere af faste forhold, især hvis det betyder at de kan miste deres bedste ven eller veninde, så de er i virkeligheden ikke til meget hjælp, og langsomt går Dannys og Debbies forhold i opløsning.

## Urpremiere
Sexual Perversity havde urpremiere på The Organic Theatre Company i Chicago i 1974. Forestillingen var instrueret af Stuart Gordon.
Rollebesætningen: 
- Warren Casey i rollen som Danny
- Carolyn Gordon i rollen som Debbie
- Eric Loeb i rollen som Bernard
- Roberta Custer i rollen som Joan

## Danske opsætninger

### Danmarkspremiere i København
Skuespillet havde danmarkspremiere den 13. September 1983 på Café Teatret i København under titlen Amerikansk Forførelse. Forestillingen var instrueret af Pernille Grumme. Skuespillet var oversat af Jan Bredsdorff. 
Rollebesætningen:
- Gerz Feigenberg i rollen som Danny
- Eva Krarup Jensen i rollen som Debbie
- Henrik Jandorf i rollen som Bernie
- Annika Hoydal i rollen som Joan

### Premiere i Århus
Den 20. november 2001 havde skuespillet premiere på Entré Scenen i Århus som Sexual Perversity. Forestillingen var produceret af teatergruppen Von Baden. For instruktionen stod Morten Lundgaard. Skuespillet var oversat af Frederik Meldal Nørgaard.
Rollebesætningen:
- Henrik Vestergaard i rollen som Danny (Dan)
- Rikke Mandrella i rollen som Debbie (Camilla)
- Frederik Meldal Nørgaard i rollen som Bernie (Flemming)
- Marianne Søndergaard Madsen i rollen som Joan

## Filmatisering
Skuespillet blev filmatiseret i 1986 under titlen About Last Night (dansk titel: Dig og mig). Filmen var instrueret af Edward Zwick og de medvirkende var bl.a. Rob Lowe (Danny), James Belushi (Bernard), Demi Moore (Debbie) og Elisabeth Perkins (Joan). 